# Bad Gögging
Bad Gögging ist ein Ortsteil der Stadt Neustadt an der Donau in Niederbayern. Als einziger Kurort in Bayern verfügt Bad Gögging über drei staatlich anerkannte Naturheilmittel: Schwefelwasser, Mineral-Thermalwasser und Naturmoor.

## Lage
Der Kurort Bad Gögging liegt zwischen der Kulturlandschaft der Hallertau, dem größten zusammenhängenden Hopfenanbaugebiet der Welt, und dem Naturpark Altmühltal in den flachen Auen der zwei Kilometer entfernt verlaufenden Donau. Durch den Ort fließt der Fluss Abens. Neustadt an der Donau liegt 2 km entfernt. Ingolstadt und Regensburg sind nach rund 30 km beziehungsweise 40 km zu erreichen. Durch Bad Gögging führt die Staatsstraße St 2233.

## Geschichte

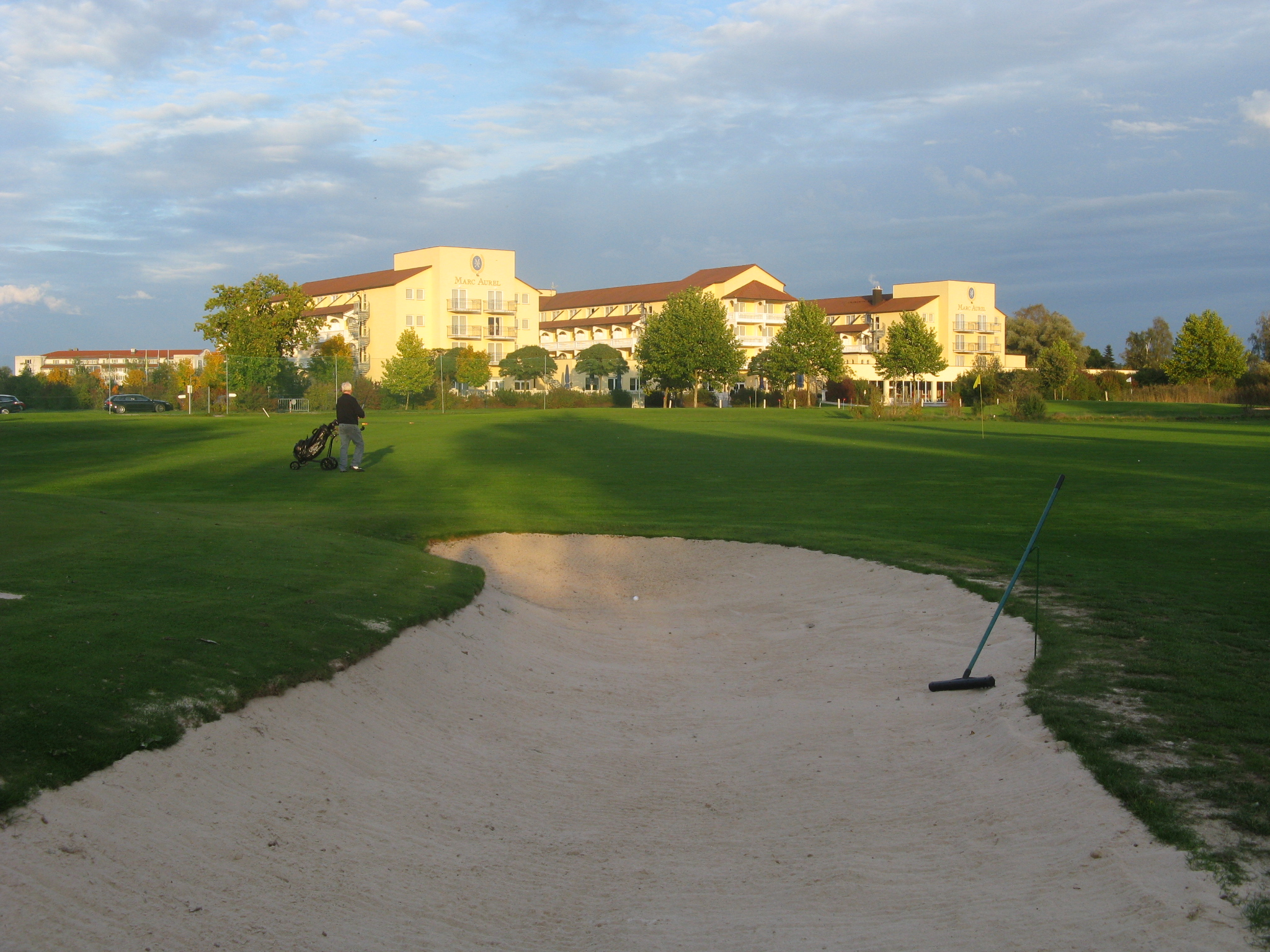
Neues Kurzentrum: Wellness-Hotels mit Golfplatz

Anfänge

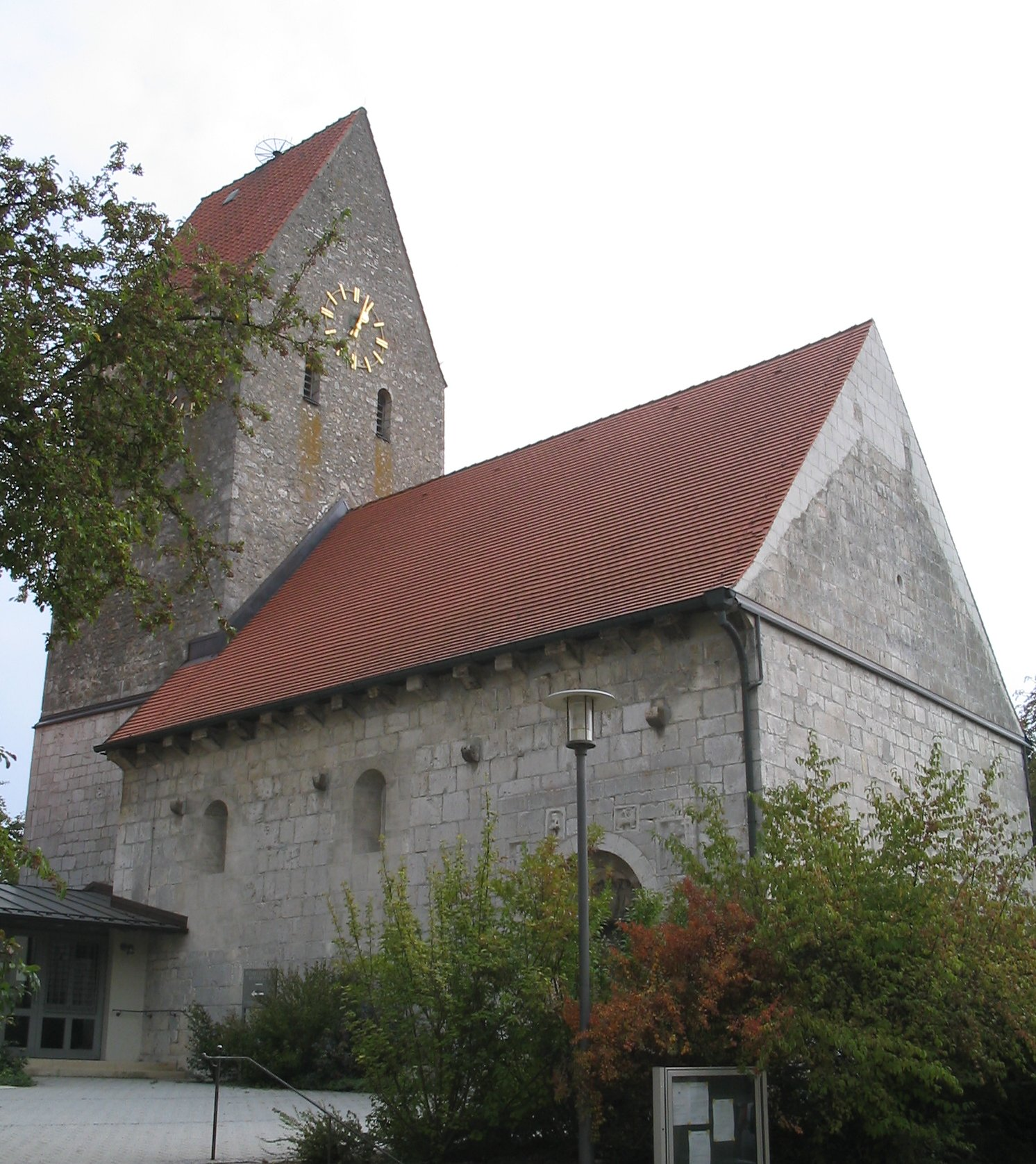
St.-Andreas-Kirche

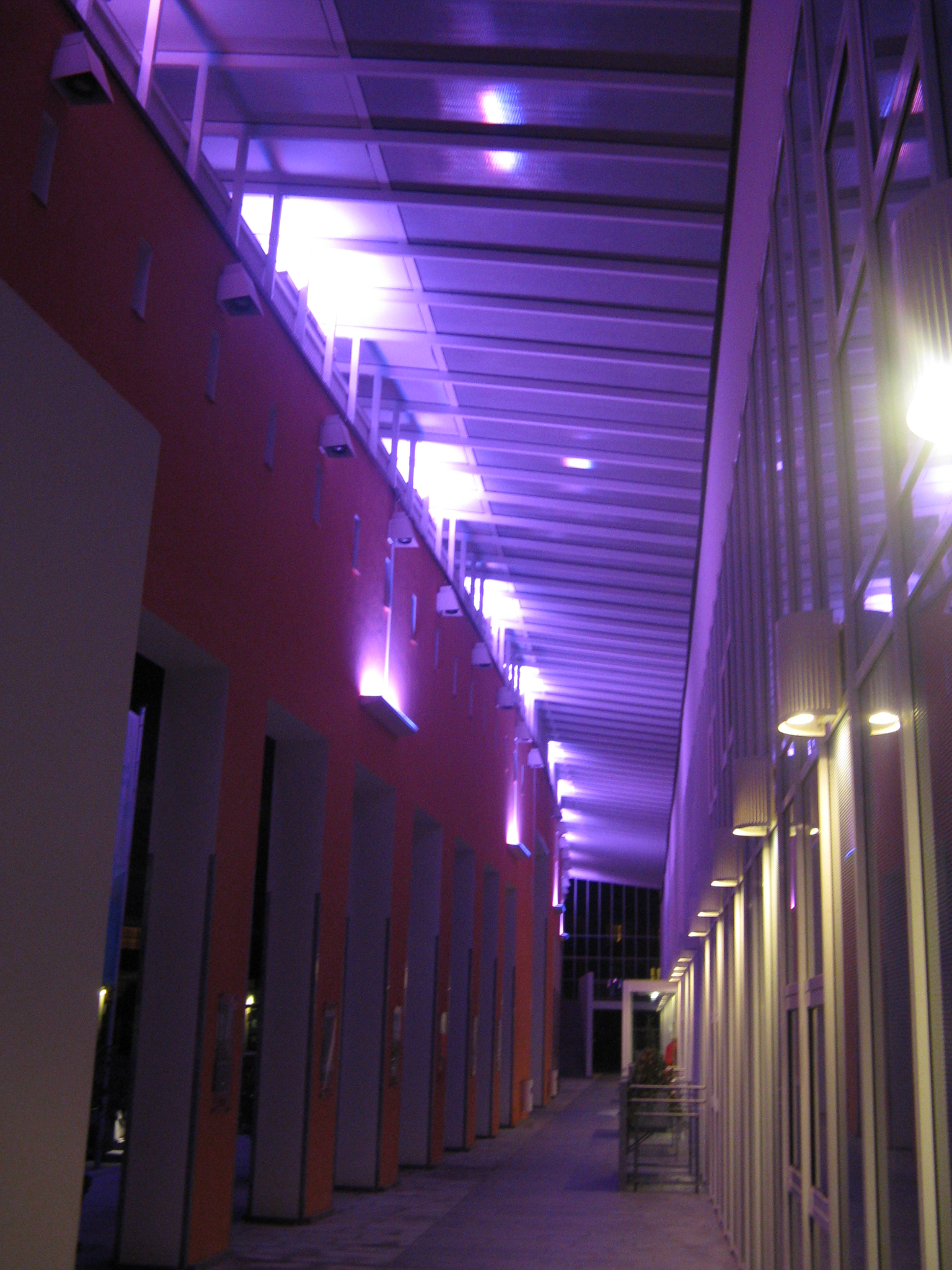
Neues Kurmittelhaus mit Wandelgang und Brunnen; nachts leuchtend in wechselnden Farben

Prähistorische Funde weisen auf eine Besiedlung Bad Göggings hin, die bis in die jüngere Steinzeit und die folgende Bronzezeit reicht (5000 bis 1500 vor Christus).

### Kelten und Römer
Die Keltenschanz bei Heiligenstadt und der Flussname Abens, keltisch Abunsna, zeugen von der Besiedlung durch die Kelten in den letzten 500 Jahren vorchristlicher Zeit. Die Kelten übten einen Quellenkult und so wird vermutet, dass sie die Quellen Bad Göggings kannten und nutzten.
Um das Jahr 15 v. Chr. erfolgte die römische Besetzung Vindeliziens (das heutige Bayern südlich der Donau) und mit ihr die völlige Romanisierung keltischer Kultur in den folgenden Jahrhunderten.
Mit der römischen Epoche beginnt auch Göggings Geschichte als Heilbad. Die Schwefelquellen des heutigen Kurorts Bad Gögging wurden nachweislich von den Römern genutzt. Nicht bewiesen, jedoch wahrscheinlich ist es, dass sie schon zur Zeit von Kaiser Titus um 80 bekannt waren, als die Cohors IIII Gallorum („4. Gallierkohorte“) zur Sicherung der Donaulinie das Kastell Abusina errichtete. Hier endet der Obergermanisch-Rätische Limes. Fest steht, dass Kaiser Trajan um 110 die Gegend besuchte und der Garnison eine Therme baute. Die Anlage beherbergte ein Caldarium, ein Sudatorium und ein Frigidarium.
Beim Neubau der Ortskirche Anfang der 1960er Jahre stieß man auf Überreste der Badeanlage aus der Römerzeit. Es wurde festgestellt, dass sich auf dem Kirchenhügel das Zentrum der römischen Badeanlage befand. Unter der romanischen Kirche St. Andreas befindet sich ein römisches Badebecken mit einer zugehörigen Heizanlage, die sogenannte Hypokaustheizung. Das Becken besitzt eine Größe von 10,8 auf 7,8 Meter. Stempel auf den Ziegeln weisen darauf hin, dass das Bad sowohl aus staatlichem, als auch Privatvermögen des Kaisers finanziert wurde und daher wohl einen hohen Stellenwert hatte. Bisher gelang es jedoch nur Teile der römischen Heilthermen Bad Göggings aufzudecken, da sie unter dem Ortskern liegen. Die Ausdehnung der gesamten Badeanlage mit 56 m von Ost nach West und 30 m von Nord nach Süd ist somit nur ein Mindestmaß.
Die römische Geschichte Bad Göggings steht in enger Verbindung mit der des nahen Römerkastells Abusina. Das Kastell wurde 79 n. Chr. in Lehmfachwerk erbaut und unter den Kaisern Domitian und Trajan in Steinbau erweitert (81–177 n. Chr.). Es ist unklar, wie lange die Thermen in Betrieb waren und ob sie schon beim Markomannen-Einfall 174, beim Alemannen-Sturm 260 oder erst beim Hunnen-Einfall 450, als die Römer das Kastell bereits aufgegeben hatten, größtenteils zerstört wurden. Das zentrale Badebecken blieb davon jedoch unberührt. Die Relikte, die 1960 bis 1970 unter der heutigen Andreaskirche ausgegraben wurden, können im Römischen Museum für Kur- und Badewesen in Bad Gögging betrachtet werden.

### Bajuwaren und Mittelalter
Nach den Römern kamen die Bajuwaren in die Region. Mit dem Verfall der römischen Herrschaft Ende des 5. Jahrhunderts wanderte der germanische Stamm donauaufwärts, in südlicher Richtung, in die verlassene Römerprovinz Raetien. Sie ließen sich an den schon vorher besiedelten Orten nieder. Als „Keckinga“ wurde Bad Gögging erstmals im Jahr 823 erwähnt. Der Name wies auf ein wichtiges Merkmal des Ortes hin und lässt sich etwa übersetzen mit „lebendige Quelle“.
Seine Tradition als Badeort der Römer setzte der als „Göcking“ dokumentierte Ort im Mittelalter fort, als die antiken Thermen bereits mit der Andreaskirche überbaut waren. Wann die heilenden Quellen wiederentdeckt wurden, ist unklar. Fest steht, dass Herzog Ludwig der Reiche von Landshut sie 1470 kannte. Aber auch Ratsherren aus Landshut und Straubing gehörten zu den Badegästen.

### Bis einschließlich 19. Jahrhundert
Im 16., 17. und 18. Jahrhundert erlitten Quellen und Ort jedoch eine Reihe von Rückschlägen. Im Landshuter Erbfolgekrieg 1505 brannten die Gegner Herzogs Albrechts des Weisen Bad Gögging völlig nieder. Während des Dreißigjährigen Kriegs wurde der Ort 1632–1633 von schwedischen Truppen zerstört, ebenso im Spanischen Erbfolgekrieg 1702–1714 sowie im Österreichischen Erbfolgekrieg 1740–1745. Aus dem Jahre 1783 wird berichtet, dass die Quelle einige Tage nicht floss, nachdem sich in Messina (Italien) ein großes Erdbeben ereignet hatte.
Es dauerte bis zum Ende des 19. Jahrhunderts, ehe der Badebetrieb wieder aufgenommen wurde. Im heutigen Gasthaus Alter Wirt konnten zu Zeiten des Wildbads Gögging Badekuren genommen werden. Im Jahr 1876 erwarb Franz Hetz, ein Kaufmann aus Neustadt, den Alten Wirt und errichtete das Römerbad. Das Haus wurde immer wieder erweitert und bekam mehr und mehr Gäste.

### 20. Jahrhundert
1908 wurde das Römerbad von den Schwestern Betty und Kreszenz Hauber übernommen. Nach Akten des königlichen Staatsministeriums des Innern aus dem Staatsarchiv Landshut, beantragten die Schwestern zwei Jahre später, am 9. April 1910 erfolgreich den Schutz der Schwefelquelle als öffentlich benützte Heilquelle. Das Trajansbad wurde als zweites Kurhaus 1913 von Hans Huber bei der vorher zu Trinkkuren genutzten Trajans-Quelle errichtet.
Am 30. Juni 1919 erhielt der Ort, auf Beschluss des Staatsministerium des Innern, den offiziellen Bäderstatus.
Nach dem Zweiten Weltkrieg entwickelte sich neben dem Kurbetrieb ein regulärer Tourismus. Pensionen und Gasthöfe entstanden. Am 1. Juli 1972 wurde die vorher selbständige Gemeinde Gögging in die Stadt Neustadt an der Donau eingegliedert.

### Limes-Therme
Im Mai 1976 wurde in 650 m Tiefe bei Bohrungen eine Natrium-Hydrogencarbonat-Chlorid-Quelle entdeckt. Daraus entstand im Dezember 1979 das in Anknüpfung an die römische Tradition „Limes-Therme“ genannte Thermalbad, das seither mehrere Modernisierungen und Erweiterungen erfuhr. Das Erholungsbad umfasst heute 1000 m² Wasserfläche, verteilt auf 6 Innen- und Außenbecken. In allen Bewegungsbecken befindet sich Thermal-Mineralwasser mit Temperaturen von 28 bis 36 °C. In der medizinischen Abteilung der Limes-Therme werden Anwendungen mit den ortsgebundenen Heilmitteln Naturmoor, Schwefelwasser und Mineral-Thermalwasser verabreicht. Die 1999 eröffnete und 2016 modernisierte Römer-Sauna ist eine bayernweit einzigartige Saunalandschaft in einem originalgetreu nachgebauten Limes-Turm mit römischem Badehaus.

### Der moderne Kurort Bad Gögging
Rund um die Limes-Therme entwickelte sich ab dem Ende des 20. Jahrhunderts neben dem historischen ein zweites Kurzentrum mit einer Reihe von modernen Wellness-Hotels, einem Golfplatz, einem neuen Kurhaus, einer Kurklinik und Reha-Zentren, Anlagen für Betreutes Wohnen, Einkaufsmöglichkeiten und gastronomischen Betrieben.
2019 besteht die Auszeichnung als staatlich anerkannter Kurort bereits seit 100 Jahren.

## Wappen
Das Wappen von Bad Gögging zeigt zwei Badescheffel, wobei der im Wappen oben dargestellte die römische Badeepoche, der untere die mittelalterliche repräsentiert.

## Tourismus

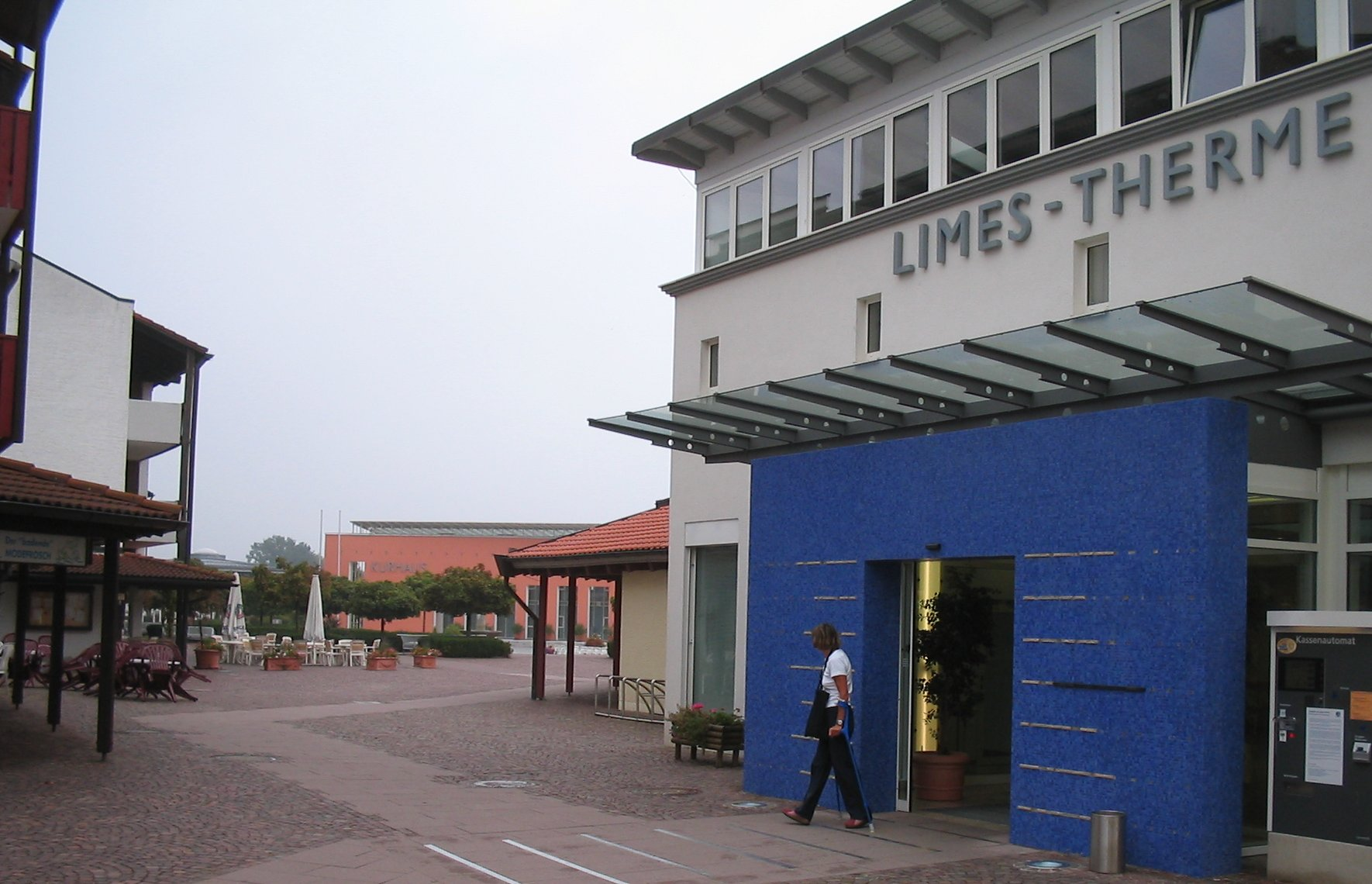
Kurplatz

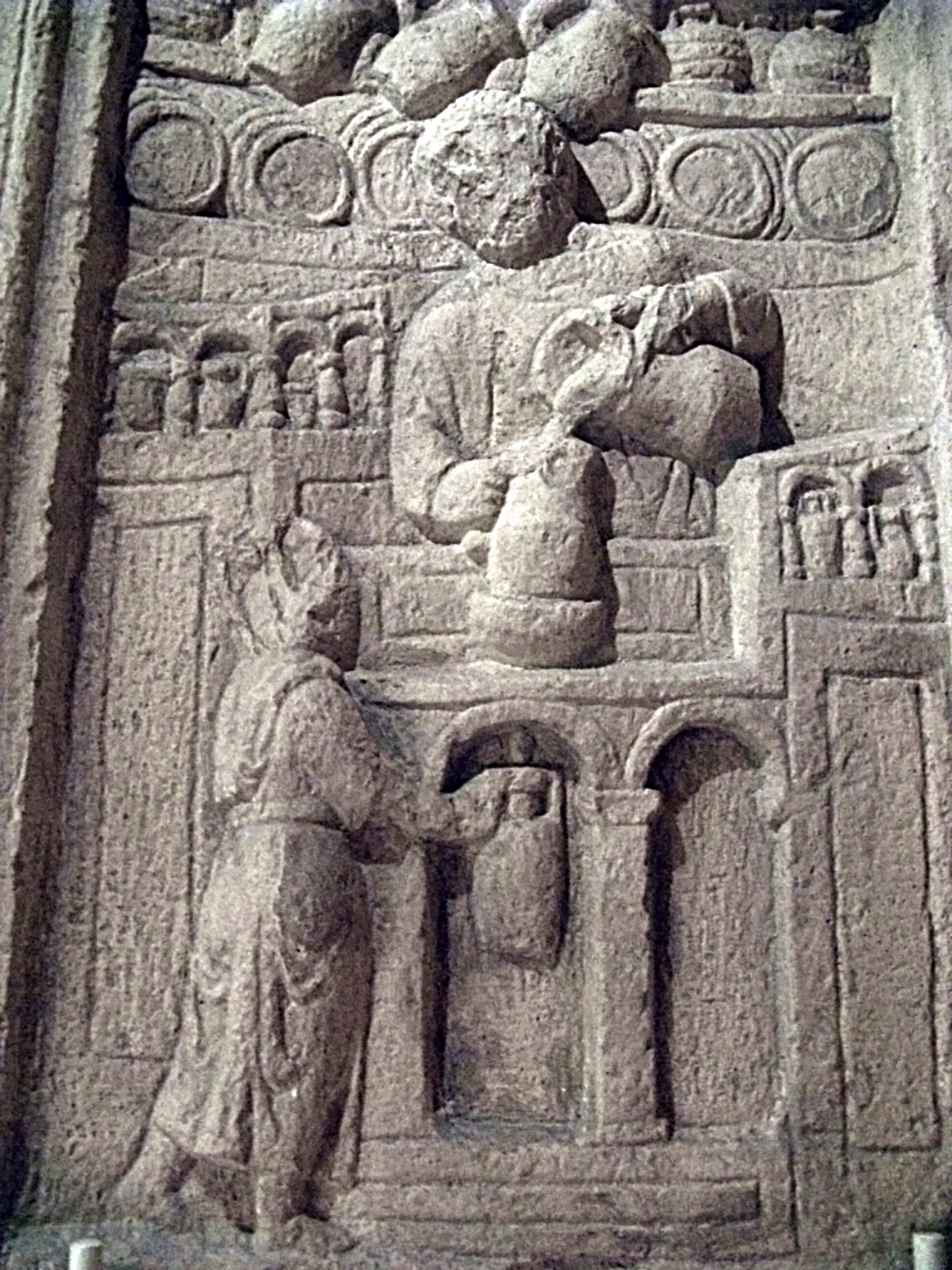
Abguss eines römischen Relief in der Limes-Therme: Weinverkäufer in einer Augsburger Taverne

Der neben dem Kurbetrieb florierende Tourismus in Bad Gögging gründet sich auf Wellness-Konzepte in Verknüpfung mit der antiken Tradition und Natur- bzw. Aktiv-Urlaub.
Überregionale Bedeutung hat die Limes-Therme mit Thermal-Badelandschaft, Whirlpools, Dampfbad und einem zugleich als Museum konzipierten Saunabereich. In einem rekonstruierten Limesturm mit Schwitzbädern nach antikem Vorbild (Laconium, Sudatorium, Caldarium, Tepidarium) sind etwa 500 Exponate (etruskische, römische sowie spätantike Skulpturen und Reliefs) teilweise in Vitrinen und teilweise als Mobiliar integriert. Zu dieser so genannten „Römersauna“ gehört ein Außenbereich mit mediterraner Bepflanzung.
Bad Gögging ist Ausgangspunkt der Via Danubia, des bayerischen Abschnitts des Donauradwegs und südöstlicher Endpunkt des Limeswanderwegs im Naturpark Altmühltal und damit auch des übergeordneten Deutschen Limes-Wanderwegs. Beliebte Ausflugsziele für Touristen sind zudem der Donaudurchbruch bei Weltenburg mit dem Kloster, Burg Prunn, Riedenburg und das Altmühltal.

## Sehenswürdigkeiten

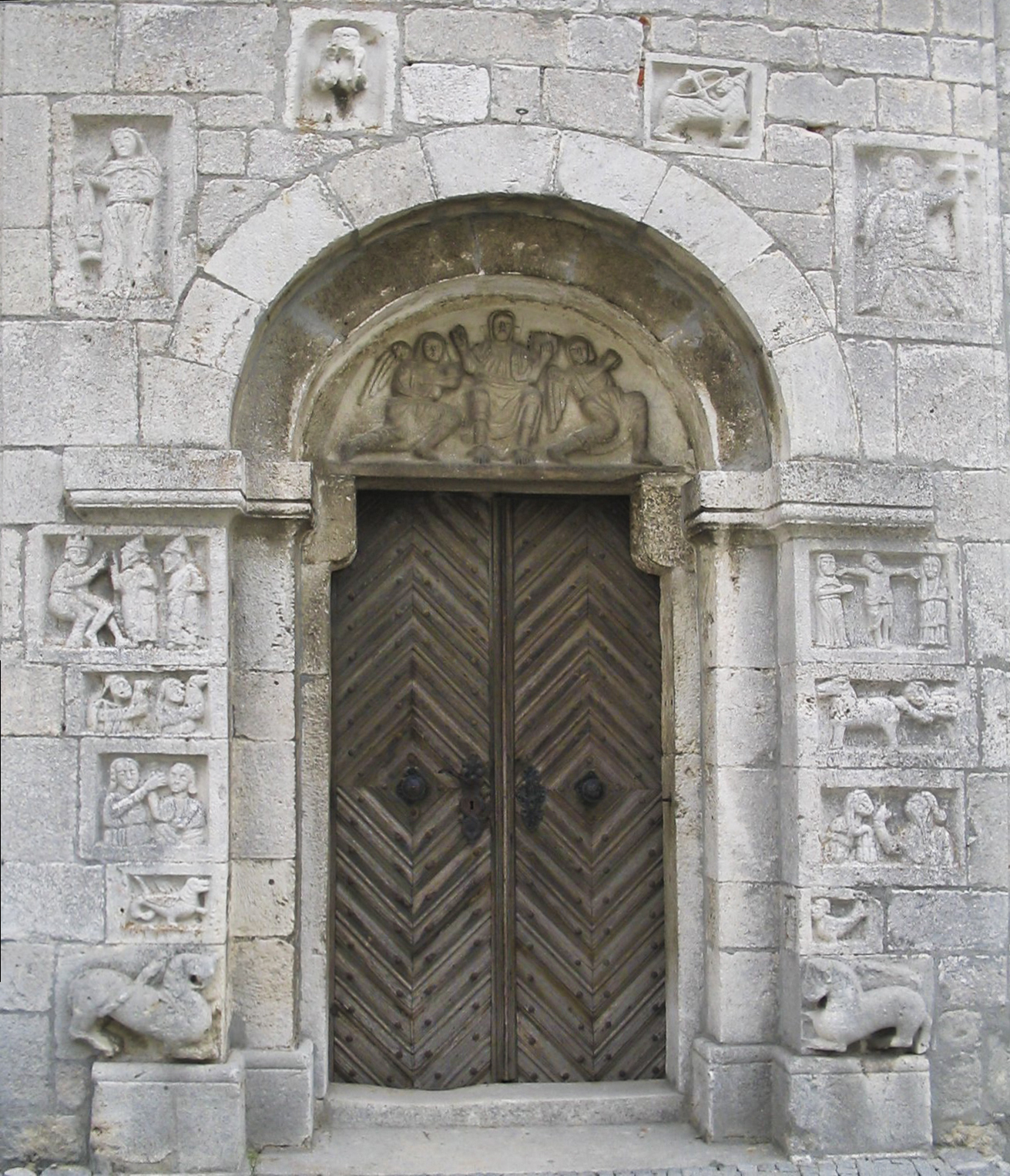
Romanisches Kirchenportal St. Andreas

- Ein Teil der unter der Andreaskirche gefundenen römischen Thermen ist seit 1980 als Römisches Museum für Kur- und Badewesen öffentlich zugänglich. Zu sehen sind nur noch Relikte; nachvollziehbar ist neben der Raumaufteilung noch das für römische Badeanlagen charakteristische Beheizungssystem mittels gemauerter Kanäle, die heiße Luft von zwei Feuerstellen unter den Boden und hinter die Wände leiteten.
- Die Andreaskirche selbst ist romanisch und besitzt ein Skulpturenportal, das stilistisch mit der Kunst der Magistri Comacini verwandt ist. Das Tympanon zeigt Christus als Weltenrichter zwischen zwei Engeln. Die Seitenreliefs zeigen verschiedene allegorische Figuren, die für die Sünde oder menschliche Laster stehen. Die größeren Felder verweisen auf das Alte und Neue Testament und sind aufeinander bezogen. Die vielfältigen Szenen an einem romanischen Portal einer Ortskirche sind in Südbayern eine Seltenheit.
- Die begehbare Ausgrabungsstätte des Römerkastells Abusina aus dem Jahre 80 liegt wenige Kilometer entfernt beim Ortsteil Eining.